# Otmuchów
Otmuchów è un comune urbano-rurale polacco del distretto di Nysa, nel voivodato di Opole.
Ricopre una superficie di 187,41 km² e nel 2006 contava 14 316 abitanti.